# Руссолилло, Джустино
Святой Джусти́но Руссоли́лло (итал. Giustino Russolillo, 18 января 1891, Пьянура — 2 августа 1955, Пьянура), в монашестве Иусти́н Мари́я Свято́й Тро́ицы (итал. Giustino Maria della SS. Trinità) — итальянский католический священник.
Основал следующие религиозные конгрегации: «Общество священного призвания» (лат. Societas Divinarum Vocationum, итал. Società delle divine vocazioni) в 1920 году — мужской монашеский орден, также известный как «вокационисты»; «Сёстры священного призвания» (итал. Suore delle divine vocazioni) в 1921 году — женская ветвь ордена, известная как «вокационистки»; и «Призванные апостолы всеобщего освящения» (итал. Apostole Vocazioniste della Santificazione Universale) — секулярный институт «Вокационистской семьи» (утверждён в 1965 году).
Руссолилло служил пастором в приходе св. Георгия в родной Пьянуре (пригород Неаполя). Посвятил свою жизнь продвижению, воспитанию и просвещению местной молодёжи; помогал молодым людям осознать религиозное призвание. Умер от лейкемии.
Беатифицирован кардиналом Анджело Амато от имени папы Бенедикта XVI в Пьянуре 7 мая 2011 года. Канонизирован папой Франциском 15 мая 2022 года.
День памяти — 2 августа.